# Апокопа
Апо́копа (грец. ἀποκοπή — «відсікання») — явище відпадання одного або кількох звуків у кінці слова, наприклад «мо» замість «може». Також утворення нових слів шляхом скорочення.
Внаслідок апокопи в українській мові виникли форми дієслова теперішнього часу, наприклад є < єсть, 2-ї особи однини (ходиш < ходиши), 3-ї особи однини пише < пишєть; минулий час однини чоловічого роду ніс < неслъ, 2-ї особи однини і множини наказового способу сядь < сѧди, несіть < несѣте; прислівники так < тако, вищий ступінь , гірш < горьше; іменники четвер < четвергъ, Костя < Костянтин тощо. Те ж саме можна сказати про ненаголошені форманти -ть < -ти (ходить < ходити), -м < -мо (ходим < ходимо), частки сь < ся, б < би, ж < же.
Широко виявляється апокопа і в говорах: мо(може), гуцульське: Бра Ива, хо! (Брате Иване, ходи).